# J.League Cup 2008
Der J.League Cup 2008, offiziell aufgrund eines Sponsorenvertrages mit dem Gebäckhersteller Yamazaki Nabisco nach einer Marke desselben 2008 J.League Yamazaki Nabisco Cup genannt, war die sechzehnte Ausgabe des J.League Cup, des höchsten Fußball-Ligapokal-Wettbewerbs in Japan.

## Spieler
| Verein              | Spieler |
| ------------------- | --- |
| Consadole Sapporo   | Yūya Satō (5/0), Mitsuyuki Yoshihiro (5/0), Junji Nishizawa (1/0), Yūshi Soda (1/0), Tomohiko Ikeuchi (2/0), Hiroyuki Nishijima (2/1), Seiya Fujita (3/0), Makoto Sunakawa (6/1), Kengo Ishii (3/0), Davi (5/0), Nonato (1/0), Genki Nakayama (1/0), Claiton (6/0), Yasuaki Okamoto (5/0), Hironobu Haga (5/0), Shūsuke Tsubouchi (6/0), Kazumasa Uesato (1/0), Yasuhiro Hiraoka (3/1), Daigo Nishi (6/0), Masaya Nishitani (4/0), Hiroki Miyazawa (2/0), Takahiro Takagi (1/0), Jun Marques Davidson (2/0), Shingo Shibata (4/0), Chong Yong-de (2/1), Edson (1/0)                                                   |
| Kashima Antlers     | Atsuto Uchida (1/0), Daiki Iwamasa (2/0), Kōji Nakata (1/0), Tōru Araiba (2/0), Takuya Nozawa (2/0), Yūzō Tashiro (1/0), Masashi Motoyama (2/0), Danilo (2/0), Shinzō Kōroki (2/0), Chikashi Masuda (2/0), Takeshi Aoki (2/0), Masaki Chūgo (1/0), Marquinhos (2/1), Masahiko Inoha (1/0), Hitoshi Sogahata (2/0), Marcinho (1/0), Mitsuo Ogasawara (2/0) |
| Urawa Reds          | Norihiro Yamagishi (3/0), Keisuke Tsuboi (6/0), Hajime Hosogai (4/0), Marcus Tulio Tanaka (1/0), Nobuhisa Yamada (6/0), Naohiro Takahara (3/1), Yūichirō Nagai (4/0), Ponte (2/0), Tatsuya Tanaka (4/1), Shunsuke Tsutsumi (5/0), Keita Suzuki (1/0), Tadaaki Hirakawa (2/0), Sergio Escudero (1/0), Takahito Sōma (6/0), Edmilson (6/3), Hideki Uchidate (2/1), Satoshi Horinouchi (6/0), Tsukasa Umesaki (4/2), Yūki Abe (1/0), Ryōta Tsuzuki (2/0), Hiroyuki Takasaki (3/0), Yoshiya Nishizawa (2/0), Nobuhiro Katō (1/0), Masayuki Okano (3/0), Shunki Takahashi (3/0), Naoki Yamada (1/0), Genki Haraguchi (1/0) |
| Omiya Ardija        | Hiroki Aratani (3/0), Taishi Tsukamoto (1/0), Leandro (4/0), Yasuhiro Hato (4/0), Daisuke Tomita (5/0), Yōsuke Kataoka (4/0), Naoya Saeki (2/0), Daigo Kobayashi (6/1), Kōta Yoshihara (2/0), Denis Marques (3/1), Chikara Fujimoto (2/0), Pedro Junior (3/1), Hiroshi Morita (5/1), Masato Saitō (3/0), Hayato Hashimoto (1/0), Takurō Nishimura (1/0), Yūsuke Murayama (4/0), Kōji Ezumi (3/0), Terukazu Tanaka (3/0), Shin Kanazawa (3/0), Tomoya Uchida (3/0), Daiki Niwa (2/0), Masahiko Ichikawa (2/0), Kōhei Tokita (6/0), Yoshiyuki Kobayashi (6/0), Takuya Aoki (1/0)                                        |
| JEF United Chiba    | Tomonori Tateishi (4/0), Masataka Sakamoto (8/0), Daisuke Saitō (8/1), Bosnar (8/1), Kōzō Yūki (1/0), Tōmi Shimomura (8/0), Kōhei Kudō (7/0), Yūta Baba (1/0), Kōta Aoki (2/0), Reinaldo (5/2), Tatsunori Arai (5/2), Mitsuki Ichihara (1/0), Shōhei Ikeda (5/0), Kōji Nakajima (3/1), Tatsuya Yazawa (7/0), Seiichirō Maki (3/0), Atsushi Itō (1/0), Takuya Kokeguchi (3/0), Kōki Yonekura (3/1), Takashi Rakuyama (2/0), Ryō Kanazawa (1/0), Tsukasa Masuyama (1/0), Masahiro Okamoto (4/0), Ryōta Aoki (6/0), Ken Matsumoto (4/0), Hrgovic (3/0), Kazuyuki Toda (1/0)                                              |
| Kashiwa Reysol      | Jirō Kamata (5/1), Naoya Kondō (3/0), Naoki Ishikawa (3/0), Masahiro Koga (5/1), Alex (4/1), Hidekazu Ōtani (5/0), Takehito Shigehara (2/0), Hideaki Kitajima (3/0), Franca (2/1), Popo (6/3), Yūzō Kobayashi (6/0), Keisuke Ōta (6/1), Minoru Suganuma (6/1), Shunta Nagai (2/0), Iwao Yamane (3/0), Shū Abe (1/0), Tadanari Lee (4/0), Yūta Minami (1/0), Yōhei Kurakawa (5/0), Yūsuke Murakami (2/0), Yūki Ōtsu (3/0), Takanori Sugeno (5/0), Kōta Sugiyama (2/0) |
| FC Tokyo            | Hitoshi Shiota (7/0), Teruyuki Moniwa (7/0), Hideki Sahara (2/1), Bruno Quadros (4/2), Yūto Nagatomo (3/0), Yasuyuki Konno (2/0), Satoru Asari (6/0), Ryūji Fujiyama (6/0), Cabore (8/2), Yōhei Kajiyama (5/0), Sōta Hirayama (8/4), Emerson (7/0), Reiichi Ikegami (1/0), Jō Kanazawa (5/0), Naohiro Ishikawa (6/1), Nobuo Kawaguchi (2/0), Naotake Hanyū (4/0), Shingo Akamine (6/3), Yūhei Tokunaga (8/0), Ryōichi Kurisawa (3/0), Kazunori Yoshimoto (2/0), Yōhei Ōtake (4/0), Kōta Ogi (1/0), Yūsuke Kondō (2/1), Kenta Mukuhara (3/0)                                                                           |
| Tokyo Verdy         | Yōichi Doi (4/0), Kensuke Fukuda (4/0), Shigenori Hagimura (1/0), Takumi Wada (3/0), Daisuke Nasu (6/0), Tomo Sugawara (3/0), Leandro (5/0), Kōsei Shibasaki (2/0), Hulk (3/1), Diego (4/0), Harutaka Ōno (4/0), Taira Inoue (3/0), Seitarō Tomisawa (6/0), Francismar (1/0), Kazunori Iio (4/0), Yukio Tsuchiya (3/0), Yūzō Funakoshi (2/0), Nozomi Hiroyama (4/1), Yoshinari Takagi (2/0), Toshihiro Hattori (4/0), Takashi Fukunishi (5/0), Tsuyoshi Yoshitake (1/0), Kazuki Hiramoto (1/0), Masaki Iida (2/0), Hiroki Kawano (5/0)                                                                                |
| Kawasaki Frontale   | Eiji Kawashima (1/0), Hiroki Itō (6/0), Yūsuke Igawa (3/0), Yūsuke Tasaka (3/0), Masaru Kurotsu (4/1), Satoru Yamagishi (3/0), Kazuki Ganaha (5/2), Juninho (6/4), Shūhei Terada (3/1), Kengo Nakamura (1/0), Chong Te-se (4/1), Kōsuke Kikuchi (4/0), Tomonobu Yokoyama (3/0), Yūsuke Mori (4/0), Yūji Yabu (5/0), Shin’ya Yoshihara (1/0), Yūki Uekusa (4/0), Satoshi Kukino (3/0), Masahiro Ōhashi (6/0), Kazuhiro Murakami (5/0), Hiroyuki Taniguchi (4/0), Yūji Kimura (2/0) |
| Yokohama F. Marinos | Tetsuya Enomoto (8/0), Naoki Matsuda (7/0), Yūzō Kurihara (5/1), Ryūji Kawai (5/0), Hayuma Tanaka (8/1), Lopes (3/1), Roni (7/3), Kōji Yamase (3/0), Daisuke Sakata (7/1), Takanobu Komiyama (6/1), Hideo Ōshima (8/0), Yukihiro Yamase (4/1), Shingō Hyōdō (7/0), Norihisa Shimizu (6/0), Takashi Inui (3/0), Kōta Mizunuma (4/0), Yūji Nakazawa (3/0), Takashi Kanai (1/0), Yūsuke Tanaka (4/0), Yōsuke Saitō (2/0), Ariajasuru Hasegawa (4/0), Shōhei Ogura (3/0), Takashi Amano (1/0) |
| Albirex Niigata     | Takashi Kitano (4/0), Hiroshi Nakano (3/0), Kazuhiko Chiba (6/0), Mitsuru Chiyotanda (6/0), Mitsuru Nagata (5/0), Toshihiro Matsushita (5/0), Davi (3/0), Augusto (1/0), Alessandro (5/3), Marcio Richardes (4/1), Kishō Yano (3/0), Fumiya Kogure (2/0), Isao Homma (5/0), Yoshito Terakawa (3/0), Jun Uchida (6/0), Kengo Kawamata (1/0), Kazuhisa Kawahara (3/0), Yōsuke Nozawa (2/0), Atomu Tanaka (5/0), Ayato Hasebe (1/0), Naoto Matsuo (6/0) |
| Shimizu S-Pulse     | Arata Kodama (5/0), Takahiro Yamanishi (6/0), Kazumichi Takagi (7/1), Keisuke Iwashita (10/2), Marcos Paulo (5/0), Teruyoshi Itō (9/0), Takuma Edamura (11/4), Takurō Yajima (6/1), Jungo Fujimoto (6/4), Mitsuhiro Toda (2/0), Akihiro Hyōdō (7/1), Jumpei Takaki (3/0), Shinji Tsujio (2/0), Takuya Honda (6/0), Fernandinho (3/2), Marcos Aurelio (4/0), Kazuki Hara (9/1), Akinori Nishizawa (8/2), Yōhei Nishibe (8/0), Genki Ōmae (3/0), Shinji Okazaki (5/0), Daisuke Ichikawa (5/0), Naoaki Aoyama (9/0), Tomonobu Hiroi (2/0), Masaki Yamamoto (7/1), Kaito Yamamoto (3/0)                                   |
| Júbilo Iwata        | Yoshikatsu Kawaguchi (1/0), Hideto Suzuki (3/0), Takayuki Chano (4/0), Makoto Tanaka (5/0), Takahiro Kawamura (3/0), Yoshiaki Ōta (2/0), Gilsinho (6/3), Masashi Nakayama (3/1), Shō Naruoka (6/0), Norihiro Nishi (6/1), Shun Morishita (1/0), Shinji Murai (2/0), Ken’ichi Kaga (4/0), Hiroshi Nanami (3/0), Yūsuke Inuzuka (6/0), Ryū Okada (1/0), Ken’ya Matsui (5/0), Robert Cullen (3/3), Kōsuke Yamamoto (1/0), Takuya Matsuura (3/0), Yūichi Komano (1/1), Kōta Ueda (4/0), Keisuke Funatani (3/0), Ryōhei Yamazaki (1/0), Hiroki Bandai (5/1)                                                                |
| Nagoya Grampus      | Seigō Narazaki (2/0), Takashi Miki (5/0), Bajalica (7/0), Atsushi Yoneyama (6/0), Shōhei Abe (8/1), Naoshi Nakamura (6/0), Magnum (7/0), Johnsen (6/2), Toshiya Fujita (4/1), Keiji Tamada (2/0), Kei Yamaguchi (4/0), Keiji Yoshimura (7/0), Takahiro Masukawa (9/1), Yūki Maki (10/3), Masaki Fukai (6/0), Keita Sugimoto (9/5), Kōji Nishimura (8/0), Tomohiro Tsuda (5/2), Shōsuke Katayama (1/0), Keiji Watanabe (1/0), Yoshizumi Ogawa (9/2), Akira Takeuchi (8/0), Shō Hanai (1/0), Jun Aoyama (2/0), Masaya Satō (1/0), Maya Yoshida (4/0), Oribe Niikawa (1/0)                                               |
| Kyoto Sanga FC      | Naohito Hirai (3/0), Ataliba (4/1), Sidiclei (5/0), Yūsuke Nakatani (3/0), Kazuki Teshima (5/0), Ryūzō Morioka (3/0), Takaaki Tokushige (4/1), Yutaka Tahara (5/1), Paulinho (1/0), Takenori Hayashi (3/1), Atsushi Yanagisawa (6/1), Yūto Satō (6/1), Hiroki Nakayama (6/0), Daisuke Saitō (1/0), Toshiya Ishii (1/0), Takashi Hirajima (4/0), Yūichi Mizutani (3/0), Daigō Watanabe (5/1), Yūki Ōkubo (1/0), Tatsuya Masushima (6/0), Yasumasa Nishino (2/0), Makoto Kakuda (3/0), Daishi Katō (1/0), Taisuke Nakamura (1/0), Kōken Katō (1/0)                                                                      |
| Gamba Osaka         | Sōta Nakazawa (4/0), Satoshi Yamaguchi (3/0), Yōhei Fukumoto (1/0), Yasuhito Endō (1/0), Shin’ichi Terada (3/0), Lucas (4/1), Takahiro Futagawa (4/2), Ryūji Bando (1/0), Michihiro Yasuda (3/0), Shōki Hirai (1/1), Hayato Sasaki (1/0), Tomokazu Myōjin (4/0), Bare (1/0), Roni (2/1), Takumi Shimohira (3/0), Shū Kurata (2/0), Akira Kaji (4/0), Yōsuke Fujigaya (4/0), Takuya Takei (2/0), Hideo Hashimoto (4/0), Masato Yamazaki (4/0) |
| Vissel Kobe         | Tatsuya Enomoto (6/0), Teruaki Kobayashi (5/0), Kunie Kitamoto (5/0), Hiroyuki Kōmoto (2/0), Kim Nam-il (1/0), Park Kang-jo (1/0), Keisuke Kurihara (5/2), Leandro (4/1), Botti (1/0), Shōta Matsuhashi (3/0), Toshihiko Uchiyama (6/0), Seiji Koga (3/0), Takayuki Yoshida (6/1), Hideo Tanaka (5/0), Daisuke Sudō (3/0), Norio Suzuki (5/0), Kenji Baba (4/1), Gakuto Kondō (3/0), Masatoshi Mihara (1/0), Yōsuke Ishibitsu (5/0), Ryōsuke Matsuoka (6/0), Hiroki Kishida (3/0), Masaki Yanagawa (1/0) |
| Oita Trinita        | Shūsaku Nishikawa (5/0), Ryō Kobayashi (7/1), Roberto (9/1), Yūki Fukaya (9/0), Edmilson (8/2), Masato Morishige (7/1), Teppei Nishiyama (8/0), Mū Kanazaki (9/0), Yasuhito Morishima (4/0), Ueslei (9/4), Shingo Suzuki (9/2), Daiki Takamatsu (5/2), Seigo Shimokawa (6/0), Yūichi Nemoto (3/0), Hiroshi Ichihara (1/0), Shunsuke Maeda (6/1), Daisuke Takahashi (5/0), Masaru Matsuhashi (7/0), Taikai Uemoto (11/1), Tetsuya Yamazaki (1/0), Hiroyuki Kobayashi (8/1), Tatsuya Ikeda (1/0), Kōki Kotegawa (2/0), Hiroshi Kiyotake (3/0), Yoshiaki Fujita (11/0)                                                   |

## Ergebnisse

### Gruppenphase

#### Gruppe A
| Pl. | Verein         | Sp. | S | U | N | Tore    | Diff. | Punkte |
| --- | -------------- | --- | - | - | - | ------- | ----- | ------ |
| 1.  | Nagoya Grampus | 6   | 5 | 0 | 1 | 014:500 | +9    | 15     |
| 2.  | Vissel Kobe    | 6   | 3 | 1 | 2 | 005:500 | ±0    | 10     |
| 3.  | Kyoto Sanga FC | 6   | 1 | 3 | 2 | 007:800 | −1    | 06     |
| 4.  | Urawa Reds     | 6   | 0 | 2 | 4 | 008:160 | −8    | 02     |

#### Gruppe B
| Pl. | Verein          | Sp. | S | U | N | Tore    | Diff. | Punkte |
| --- | --------------- | --- | - | - | - | ------- | ----- | ------ |
| 1.  | Shimizu S-Pulse | 6   | 3 | 2 | 1 | 013:600 | +7    | 11     |
| 2.  | FC Tokyo        | 6   | 3 | 2 | 1 | 012:700 | +5    | 11     |
| 3.  | Júbilo Iwata    | 6   | 3 | 1 | 2 | 010:700 | +3    | 10     |
| 4.  | Tokyo Verdy     | 6   | 0 | 1 | 5 | 002:170 | −15   | 01     |

#### Gruppe C
| Pl. | Verein            | Sp. | S | U | N | Tore    | Diff. | Punkte |
| --- | ----------------- | --- | - | - | - | ------- | ----- | ------ |
| 1.  | JEF United Chiba  | 6   | 3 | 3 | 0 | 009:500 | +4    | 12     |
| 2.  | Kashiwa Reysol    | 6   | 2 | 3 | 1 | 009:700 | +2    | 09     |
| 3.  | Kawasaki Frontale | 6   | 2 | 0 | 4 | 009:100 | −1    | 06     |
| 4.  | Consadole Sapporo | 6   | 1 | 2 | 3 | 004:900 | −5    | 05     |

#### Gruppe D
| Pl. | Verein              | Sp. | S | U | N | Tore    | Diff. | Punkte |
| --- | ------------------- | --- | - | - | - | ------- | ----- | ------ |
| 1.  | Yokohama F. Marinos | 6   | 3 | 3 | 0 | 008:200 | +6    | 12     |
| 2.  | Ōita Trinita        | 6   | 3 | 2 | 1 | 009:500 | +4    | 11     |
| 3.  | Albirex Niigata     | 6   | 0 | 4 | 2 | 004:800 | −4    | 04     |
| 4.  | Omiya Ardija        | 6   | 0 | 3 | 3 | 004:100 | −6    | 03     |

### Finalrunde

#### Viertelfinale
|                     | Gesamt |                  | Hinspiel | Rückspiel |
| ------------------- | ------ | ---------------- | -------- | --------- |
| Ōita Trinita        | 3:2    | FC Tokyo         | 2:1      | 1:1       |
| Nagoya Grampus      | 2:0    | JEF United Chiba | 1:0      | 1:0       |
| Yokohama F. Marinos | 2:2    | Gamba Osaka      | 0:1      | 2:1       |
| Shimizu S-Pulse     | 2:1    | Kashima Antlers  | 0:0      | 2:1       |

#### Halbfinale
|              | Gesamt |                 | Hinspiel | Rückspiel |
| ------------ | ------ | --------------- | -------- | --------- |
| Ōita Trinita | 2:1    | Nagoya Grampus  | 1:1      | 1:0       |
| Gamba Osaka  | 3:4    | Shimizu S-Pulse | 1:1      | 2:3       |

#### Finale
|              | Ergebnis |                 |
| ------------ | -------- | --------------- |
| Ōita Trinita | 2:0      | Shimizu S-Pulse |